# Toxorhina parasimplex
Toxorhina parasimplex là một loài ruồi trong họ Limoniidae. Chúng phân bố ở miền Australasia.